# Hulaya
Hulaya era un riu situat en un districte fronterer entre territori hitita i Lukka que tenia per capital a Hawaliya. Està situat al nord-oest de Lukka i el seu territori va ser ocupat temporalment per la gent de Lukka al començament del regnat d'Hattusilis III, però al cap d'un parell d'anys els hitites el van recuperar.